# Markus Pytlik
Markus Pytlik (* 5. August 1966 in Bergisch Gladbach) ist ein deutscher Lehrer im Rang eines Studiendirektors, Liedtexter und Komponist.

## Leben und Werk
Bereits zu Schulzeiten lernte Pytlik Gitarre, Klavier und Oboe, von 1981 bis 1988 hatte er zusätzlich Kompositionsunterricht. Danach studierte er an der Kölner Musikhochschule Schulmusik und an der Universität zu Köln Germanistik und Pädagogik mit dem Ziel Lehramt (Sek I u. II). Ab 1997 arbeitete er im Hauptamt als Gymnasiallehrer für Musik, Deutsch und Literatur am Konrad-Adenauer-Gymnasium in Langenfeld (Rheinland). Parallel beschäftigt er sich mit der Komposition verschiedener musikalischer Werke, die teilweise auch überregional bekannt geworden sind. Ein bekanntes Werk von ihm ist der Text und die Melodie von „Möge die Straße uns zusammenführen“, das er nach einem irischen Segenstext verfasst hat und das in vielen Diözesen in den Anhang des Gotteslobes aufgenommen wurde. Seit 2020 ist er als Lehrkraft und Oberstufenkoordinator am Freiherr-vom-Stein Gymnasium in Leverkusen tätig.

## Musikalische Aktivitäten
Pytlik dichtet und komponiert Neue Geistliche Lieder, er hat mehrere Veröffentlichungen in Liederbüchern und auf CD. Das Stück Vier Situationen für die Gitarre veröffentlichte er 1985. Das Geistliche Musical Jerusalem wurde 1991 von Pytlik gedichtet und komponiert, die Uraufführung gab es im Jahre 1991. In Zusammenarbeit mit Schülerinnen und Schülern des Konrad-Adenauer-Gymnasiums komponierte und dichtete er das Musical Im Schatten der Kathedrale. Im Sommer 2002 wurde es am Konrad-Adenauer-Gymnasium Langenfeld uraufgeführt. Außerdem dichtete und komponierte er das Musical Das Gespenst von Canterville nach dem gleichnamigen Werk von Oscar Wilde, uraufgeführt wurde es im Herbst 2004 am Konrad-Adenauer-Gymnasium Langenfeld. Ebenfalls am Konrad Adenauer-Gymnasium Langenfeld uraufgeführt wurde im Herbst 2006 seine Dichtung und Komposition des Musicals Mord im Orient-Express nach dem gleichnamigen Roman von Agatha Christie.
Derzeit leitet Pytlik den Unterstufenchor am Freiherr-vom-Stein Gymnasium in Leverkusen.
Seit 1990 leitet Pytlik darüber hinaus den Chor Lichtblick in Bergisch Gladbach.

## Werke (Auswahl)
- Wenn ich alle Sprachen dieser Welt sprechen könnte (Hätte ich die Liebe nicht)
- Möge die Straße uns zusammenführen (Irische Segenswünsche; GL Köln 823)
- Ich glaube an den Vater (GL Hamburg/Hildesheim/Osnabrück 792)
- Mirjam aus Israel (Text: Winfried Pilz)
- Hörst du? (Text: Winfried Pilz)
- Heilig, wir preisen dich
- Kyrie
- Reigen der Gewalt (2023)